# Aulagromyza buhri
Aulagromyza buhri är en tvåvingeart som beskrevs av de Meijere 1938. Aulagromyza buhri ingår i släktet Aulagromyza och familjen minerarflugor.
Artens utbredningsområde är Tyskland. Arten har ej påträffats i Sverige. Inga underarter finns listade i Catalogue of Life.